# Eritrea
Eritrea egy állam Kelet-Afrika szarván. Északon a Vörös-tenger és Szudán, keleten a Vörös-tenger, délen Dzsibuti és Etiópia, nyugaton pedig Szudán határolja.
Az Etiópiával vívott háború után de facto 1991-ben nyerte el a függetlenségét, majd de jure 1993-ban, a függetlenségi népszavazás után.
Afrika és egyben a világ egyik legszegényebb országa. Észak-Korea mellett a világ legelzártabb országa, az emberi jogokat tekintve (a 2020-as években is) a világ legrosszabb országai közé sorolják, beleértve a vélemény-, vallás- és szólásszabadságot, ahol a kormány önkényes letartóztatásokat és fogva tartásokat rendel el.

## Földrajz

### Domborzat

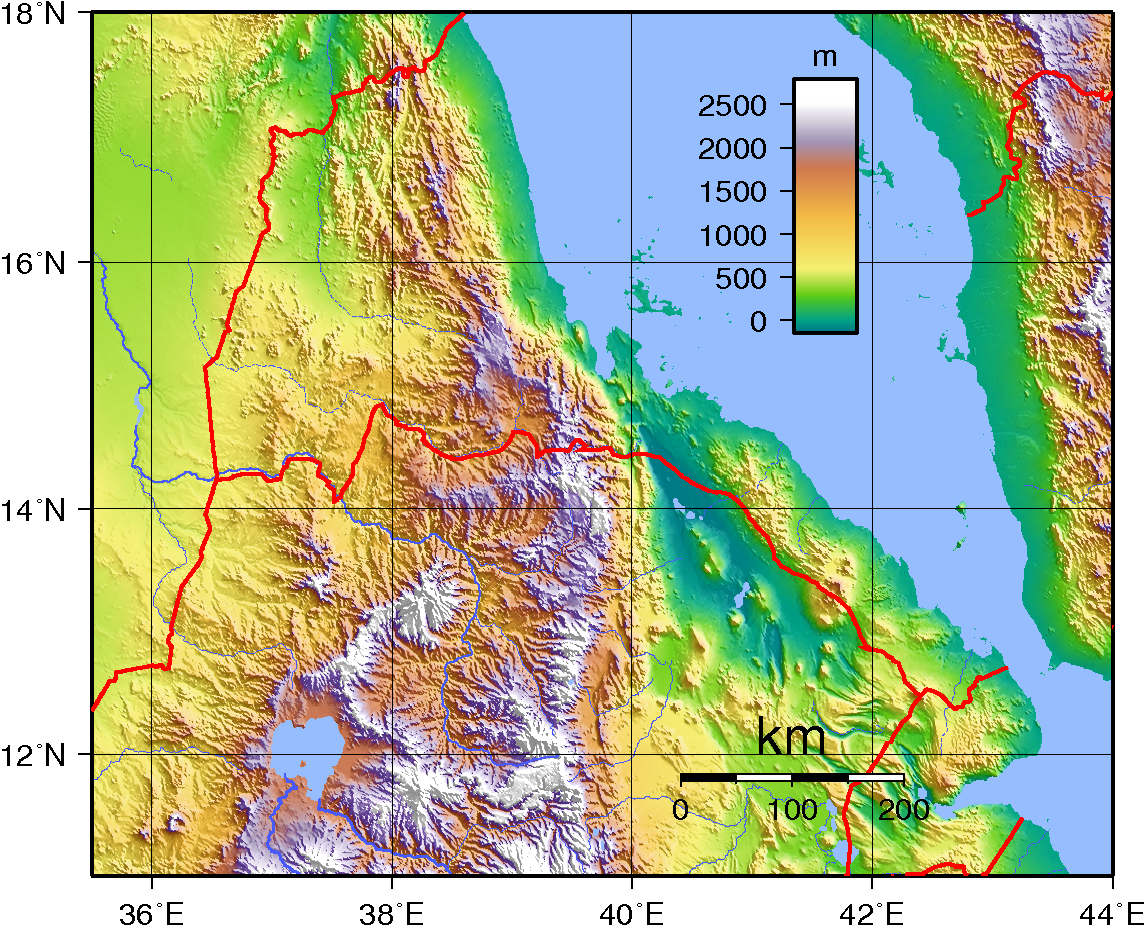
Eritrea domborzati térképe

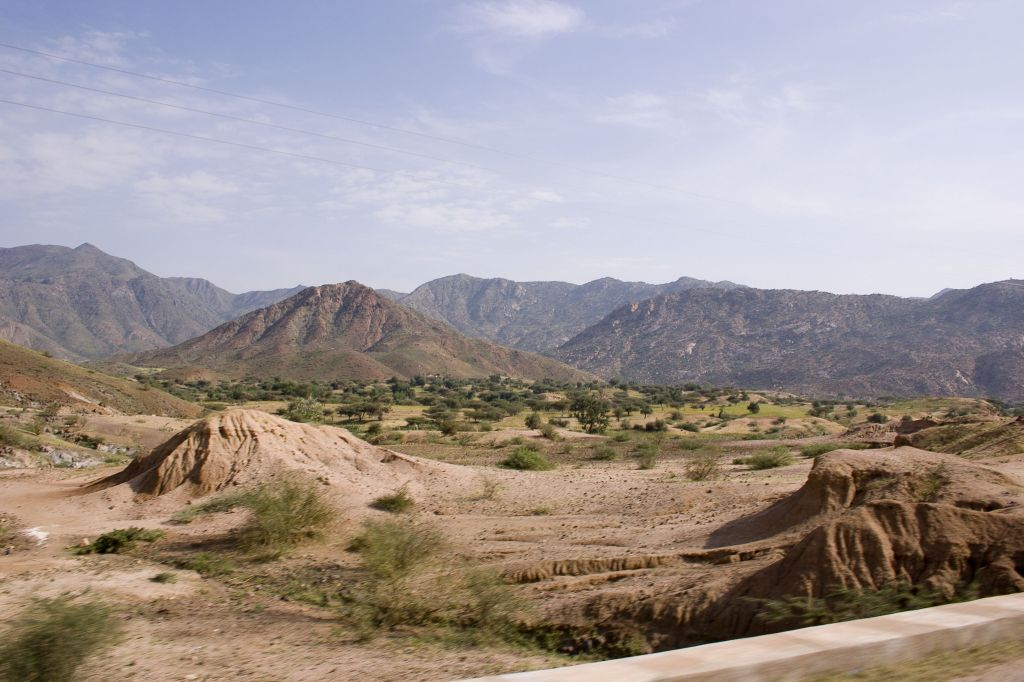
Tájkép Keren környékén

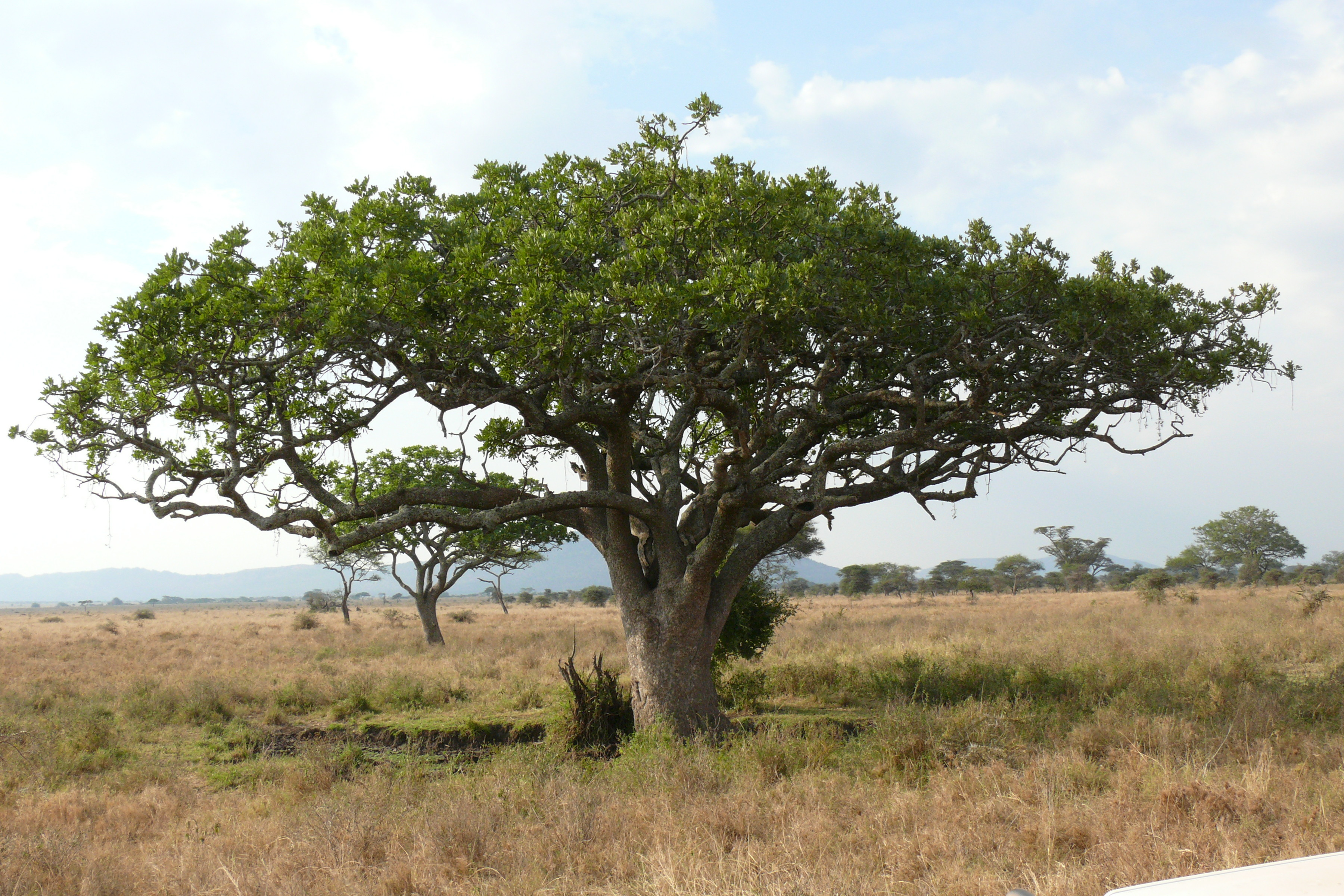
Kolbászfa

- Nyugaton az Etióp-magasföld hegyei határolják, keleten keskeny tengerparti síkság terül el a Dahlak-szigetekkel, amelyet délen a Danakil Alpok vulkánjai kísérnek.
- Legmagasabb pontja: Soira 2989 m.

### Vízrajz
Legjelentősebb folyók: Baraka, Mash.

### Éghajlat
A tengerparton keskeny csíkban sivatagi az éghajlat. Itt a talaj szikes, terméketlen. A magasan fekvő vidékeken elég csapadék (majdnem évi 900 mm) hull ahhoz, hogy a virágzó földművelés sűrű lakosságot tartson el. Szudán felé a felföld ismét száraz, sivatagos. Délkeleten az országhatár felé a terület a tengerszint alá hajlik, legalacsonyabb pontja -116 m mély.
Eritrea területe a szubtrópusi zónába tartozik. Az éghajlati körülmények a magasságtól függnek. A főváros 2300 m magas környezetében az éves átlaghőmérséklet 16 °C, és az éves csapadék 500 mm, míg a parton Masavóban ugyanez 30 °C, és 200 mm. Két évszak van, az esős évszak júniustól augusztusig tart, a száraz a többi hónapra terjed ki.

### Élővilág, természetvédelem
A tengerparti síkságon sivatag van, csekély növényzettel. A kikötők kivételével nagyon ritkán lakott. A magasan fekvő vidékeken eredetileg a csapadék növekedésével füves puszták, majd tüskés bozótosok, végül zárt hegyvidéki erdők voltak. Az utóbbiak helyén sokfelé teraszokat alakítottak ki a hegyoldalakon és azokon földművelés folyik. Az ország megközelítően fele sivatag, negyede pedig szavanna. 2000-ben területének 13,5 %-át borította erdő.

#### Nemzeti parkjai
- Dahlak Tengeri Nemzeti Park – Dahlak-szigetek és a körülötte fekvő tenger.
- Semenawi Bahri Nemzeti Park – turistalátványosság. Különösen a madárvilága szép.

#### Természeti világörökségei
Az UNESCO világörökség-listáján nincs eritreai helyszín.

## Történelem

### Őskor
1955-ben olasz tudósok találták meg Eritreában a legrégebbi hominidát. Ez kapcsolatot teremt a homo erectus és az archaikus homo sapiens között. A koponya egymillió éves. 1999-ben Massawától délre, a Zula-öbölnél felfedezte az emberiség minden valószínűség szerint legrégebbi halászeszközeit.  Obszidiánból készültek 125 000 évvel ezelőtt, a paleolitikumban. Mezolitikus barlangfestmények Észak- és Közép-Eritreában bizonyítják korai vadász-gyűjtögetők jelenlétét a régióban.

### Ókor

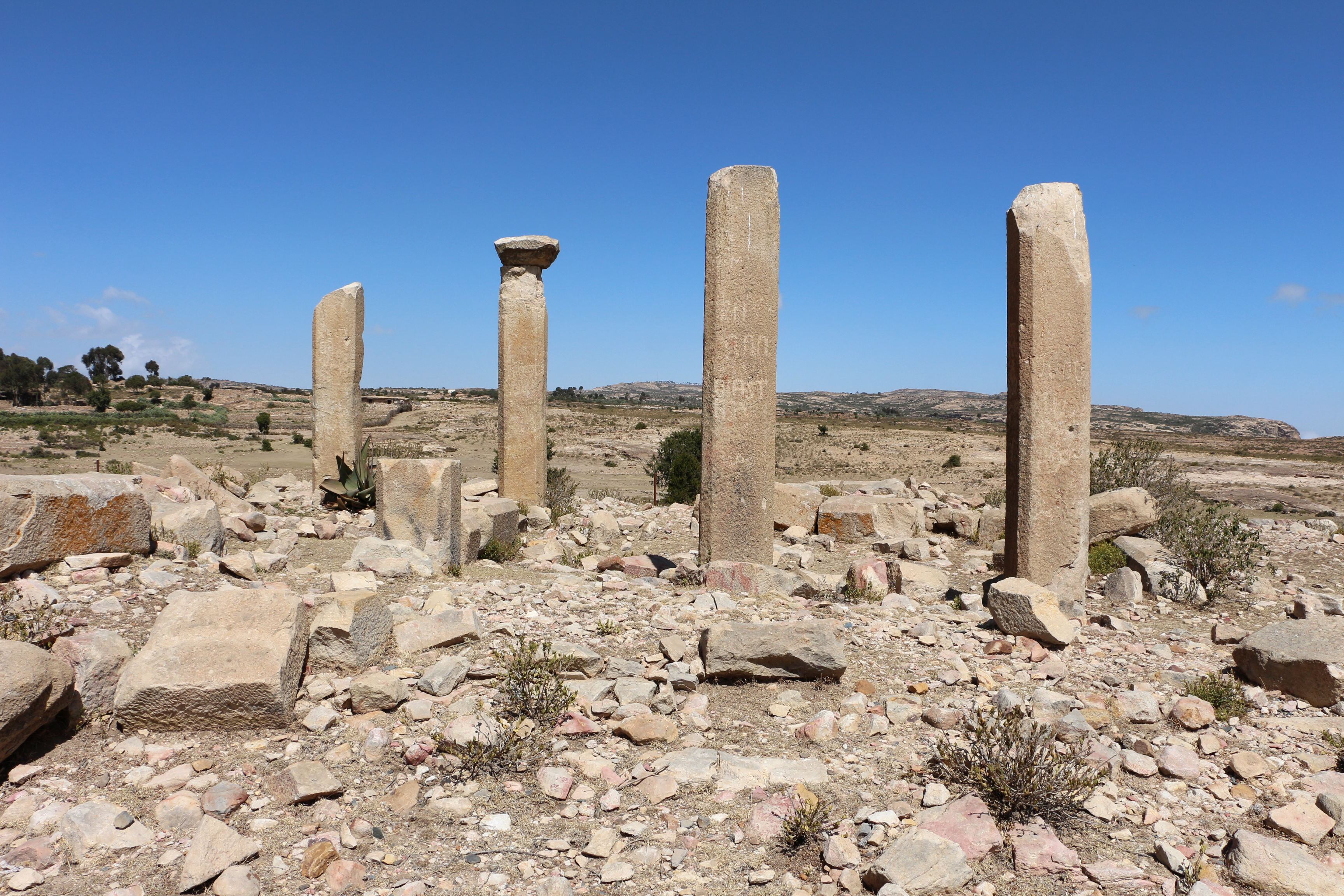
Elpusztult ókori építmény oszlopai, Qohaito

Eritreában a mezőgazdaság, a városi élet és kereskedelem legkorábbi bizonyítékait az ország nyugati részén találták az i. e. 3500 körüli időből. Régészeti bizonyíték van arra, hogy az itteni lakosság kapcsolatban állt a Nílus völgyével, Egyiptommal és Núbiával. Lehetséges, hogy ezen a területen feküdt az ókori egyiptomiak által Punt néven ismert vidék.
A felföldön, az Anseba folyó mellett fekvő Sembel ma Aszmara elővárosa. Ez az i. e. 9. századból származó régészeti lelőhely. Mezőgazdaságon alapuló városi élet volt itt, kereskedtek a Vörös tengeren át a mai Jemen lakóival és az Anseba folyó mentén haladó karavánúton át a Nílus-völgy civilizációival. Ebből az időből több városból maradt emlék (feliratok, kézműves termékek, emlékművek, épületek stb.), jelezve, hogy a központi felföld és a közeli partvidéken kialakult Sába királysága. Az ősi helyeken páratlan épületek maradtak fenn.
Az i. e. 8. században alapították D’mt királyságot a mai Eritrea és Észak-Etiópia területén Ennek fővárosa Yeha volt Észak-Etiópiában. Kiterjedt kapcsolatai voltak a mai Jemennel. Az i. e. 5. században lehanyatlott D’mt és felemelkedett Akszúm állam, amelyik szintén Eritreában és az Etióp Felföld északi részén feküdt. Ez az i. e. 4. században megerősödött, i. sz. 1. században jelentős hatalommá vált, a 3. században pénzt vertek itt, a 4. században áttért a kereszténységre, Örményország után a világ második állama volt, ahol a kereszténység államvallássá vált, az első ország, ahol pénzérmére a kereszt jelét verték. Mani szerint a világ négy legnagyobb civilizációjának egyike volt Kína, Perzsia és Róma mellett. A 7. században az iszlám átterjedt Arábiából a Vörös-tengeren át, Akszum Vörös-tengeren folytatott kereskedelme és vele együtt hatalma lehanyatlott, az állam központja a felföld közepére került, a mai Etiópiába.

### Középkor
A középkorban az Akszúmi Királyság szétesését követően a mai Eritreában törzsi államok alakultak. Viszonyuk nem volt békés.
A Szulejmán szultán által vezetett török sereg, miután a portugálokra vereséget mért (1538-1557-es háború), 1557-ben hódította meg Masszavát, és felépítette a mai óvárost. Ugyanakkor foglalták el a törökök Hergigo és Debarwa városokat, valamint Yeshaqot és még két háborúban (1558-66, 1580-89) mértek vereséget a portugálokra. Szulejmán erői mélyen behatoltak dél és délnyugati irányban Etiópia Tigré tartományába, mielőtt visszaverték őket. Yeshaq etióp támogatással elűzte a megszálló törököket, de később török támogatással kétszer is fellázadt az etióp császár ellen. 1578-ban minden lázadás véget ért, a törökök elhagyták Masszava és Hergigo kikötőket és azok környezetét. Maradék birtokaik 1865-ben egyiptomi, 1885-ben olasz kézre kerültek.

### Gyarmati időszak
Giuseppe Sapetto római katolikus pap a Rubattino genovai hajózási társaság számára 1869-ben megvásárolta Assab települést Obock szultánjától, aki akkoriban török vazallus volt. Ebben az évben nyitották meg a szuezi csatornát. Az Afrikáért folyó versenybe Olaszország mint az egyik európai gyarmatosító hatalom szállt be, birtokokat szerzett a korabeli világ legforgalmasabb hajózási útvonala mentén fekvő stratégiai jelentőségű partvidéken. Az olasz parlament jóváhagyásával az olasz állam megvásárolta a Rubattino társaság birtokait és kiterjesztette azokat északon a Vörös-tenger partvidékére és Masszavára, elszigetelve és hamarosan megszerezve az előző „egyiptomi” birtokokat. Az olaszok erősebb ellenállással az eritreai felföldön találkoztak IV. Johannész etióp császár behatoló csapatai részéről.
1890 újév napján a mai Eritrea területét olasz gyarmattá nyilvánították. Francesco Crispi olasz miniszterelnök ezzel megtette az első lépést Etiópia gyarmatosítása felé. II. Menelik császár, aki leverte elődjét, IV. Johanneszt, egyesítette Abesszíniát, Etiópiát és a környező területeket, elutasította az olasz védnökség elfogadását, hadat üzent Olaszországnak és megverte őket az aduai csatában 1896-ban. Az Asszab és Masszava körüli északi területek olasz kézen maradtak Eritrea néven. Ennek jelentése „a Vörös-tenger országa”, az elnevezést Crispi küldötte, Carlo Dossi nyelvész és író javasolta. Ezzel megszületett a mai Eritrea, míg Etiópia többi része Menelik ellenőrzése alatt maradt.
1936-ban Olaszország Mussolini és a fasizmus uralma idején ismét megkísérelte Etiópia gyarmatosítását. A Menelik unokaöccse, Hailé Szelasszié császár elleni harcban bevetett vegyi fegyverek ügye nemzetközi botrányt robbantott ki. 1936-ban Benito Mussolini olasz diktátor által létrehozott Olasz Birodalomban Olasz Kelet-Afrika egyesítette Eritreát, Etiópiát és Olasz-Szomáliát. Az olasz uralom alatt Eritreában bizonyos mérvű iparosítás következett be és modern infrastruktúrát építettek ki (utakat és az Eritreai Vasutat).
Az olaszok 1941-ben vereséget szenvedtek a szövetségesektől és Eritrea ideiglenesen brit igazgatás alá került. A legjobb olasz gyarmati egységek az eritreai aszkárik voltak. Ők aktívan támogatták a britek ellen harcoló olasz gerillákat 1941-től 1943-ig. A háború után az Egyesült Nemzetek Szervezete hosszasan vizsgálta Eritrea helyzetét, mert a szuperhatalmak mindegyike be kívánta biztosítani saját jövendőbeli pozícióját. Nagy-Britannia, az akkori adminisztrátor, azt javasolta, hogy osszák meg Eritreát Szudán és Etiópia között, különválasztva annak muszlim és keresztény lakosságát. Az ötletet határozottan elvetették az eritreai politikai pártok és az Egyesült Nemzetek Szervezete is. A Közgyűlés 46/10 arányban arra szavazott, hogy Eritrea váljék szövetségi országgá Etiópiával legkésőbb 1950. december 2-áig. Eritreának saját törvényhozása és közigazgatása lett, képviselői az etióp parlament képviselőivel együtt szövetségi parlamentet alakítottak.

### Függetlenségi harc
1961-ben megkezdődött a 30 évig tartó eritreai függetlenségi mozgalom. Ekkor diákok békés tüntetést tartottak az emberi jogok és Eritrea autonómiájának megsértése miatt. Erre Hailé Szelasszié etióp császár heves elnyomó intézkedésekkel válaszolt, feloszlatta az államszövetséget, 1962-ben Eritreát Etiópia 14. tartományának nyilvánította.
Az eritreaiak megalapították az Eritreai Felszabadítási Frontot (ELF) és fellázadtak. AZ ELF kezdetben a muszlim kisbirtokosok konzervatív mozgalma volt, amit támogattak az olyan arab szocialista kormányok, mint Szíria és Egyiptom. Etiópia császári kormányát az Amerikai Egyesült Államok támogatta. Az ELF belsőleg megosztott volt vallási, nemzetségi alapon és időnként személyiségek és ideológiák szerint is. Gyenge és széttagolt volt, amikor megalakult az Eritreai Népfelszabadítási Front (EPLF).
Az EPLF marxista alapról elutasította a nemi, vallási vagy etnikai alapon való megkülönböztetést. Vezetői Kínában tanultak. Egyre jobban támogatta az eritreai diaszpóra. A két szervezet között heves harcok folytak az 1970-es évek végén és az 1980-as években, hogy melyikük jusson meghatározó szerephez Eritreában. Az ELF továbbra is dominált az eritreai vidéken az 1970-es években, amikor a függetlenségi mozgalom közel került a győzelemhez Etiópia belső zavarai miatt. Ezeket a zavarokat a monarchia elleni szocialista forradalom váltotta ki.
Az ELF támogatottsága nőtt, amikor letették Etiópia amerikaiak által támogatott császárát és a Derg került hatalomra. Ez egy marxista junta volt, a Szovjetunió és más kommunista országok támogatták. Folytatta az eritreai „szeparatisták” elleni harcot, növekvő szenvedéllyel, egyre inkább katonai eszközökkel. Az eritreai ellenállás fokozatosan kiszorította őket Eritrea vidéki területeiről, különösen az ország északi részéből, ahol a szudáni határ mentén a felkelők legfontosabb utánpótlási útvonalai húzódtak. Nakfa északi város bombázása és ostroma az eritreai ellenállás szimbóluma. (Erről nevezték el az eritreai pénzt.)
Az EPLF jelentőségét az 1980-as években megnövelte, hogy az etióp fegyveres ellenállás szövetséget kötött vele. Ez meggyengítette az ELF-t, de nem szüntette meg. Mivel maga is marxista orientációjú volt, sem az EPLF, sem az etióp ellenállási mozgalom nem tudott számottevő nyugati vagy arab támogatást szerezni a szovjetek által támogatott etióp katonai rendszerrel szemben. Egyébként ezek a mozgalmak voltak a legjelentősebb marxista mozgalmak Afrikában a Szaharától délre, Dél-Afrikától északra. Az EPLF fegyverzete leginkább az etióp hadseregtől zsákmányolt fegyverekből állt, ezen kívül az eritreai diaszpóra támogatta politikailag és pénzügyileg, valamint az Etiópiával ellenséges viszonyban lévő szomszéd országokkal alakult ki együttműködés. Ilyen volt Szomália és Szudán, bár az utóbbival voltak rövid, ellenségeskedő időszakok.
Aszály, éhínség és az etióp hadsereg heves támadásai sok emberéletet követeltek – több mint másfél millió ember menekült Szudánba. Miközben az Etiópiának nyújtott szovjet támogatás csúcspontját érte el, súlyos vereségeket szenvedtek Eritreában és Etiópiában a kormányellenes lázadók, az EPLF két legnagyobb és döntő győzelmét egyedül, támogatás nélkül érte el. 1985-ben egy eritreai elit kommandó beszivárgott az etióp és szovjet kézen lévő aszmarai légitámaszpontra és elpusztított 30 sugárhajtású gépet, miközben közülük csak egy ember sebesült meg. 1988-ban pedig, amikor az etióp hadsereg nagyarányú katonai támadást indított az eritreai lázadók ellen, az etióp hadsereg egyharmadát megsemmisítették Afabet észak-eritreai városnál.
A Szovjetunió 1991-ben felbomlott. Megszűnt beavatkozása az etióp háborúba. Eritreai lázadók előrenyomultak, elfoglalták Masszava kikötőjét és üzemen kívül helyezték az ottani etióp és szovjet haditengerészeti támaszpontot. 1990-ben és 1991 elején szinte a teljes eritreai terület az EPLF kezére került a főváros kivételével, amelynek az utolsó évben az egyetlen összeköttetése Etiópiának a kormány kezén lévő részével a légihíd volt. 1991-ben etióp és eritreai lázadók közösen ostromolták meg az etióp fővárost, ahonnan Mengisztu Hailé Mariam etióp elnök Zimbabwébe menekült. Ott él ma is, mert elutasították Eritrea és Etiópia kiadatási kérelmeit.
Az etióp hadsereg végül kapitulált, Eritrea teljes egészében eritreai kézre került 1991. május 24-én, amikor a lázadók bevonultak Aszmarába és az etióp lázadók az eritreaiak támogatásával átvették a hatalmat Etiópiában. Az új etióp kormány hozzájárulásával Eritreában nemzetközi felügyelettel népszavazást tartottak a függetlenségről 1993 április végén, és a szavazók túlnyomó többsége a függetlenséget választotta. 1993. május 24-én kiáltották ki a függetlenséget.

### Függetlenség
A függetlenség kikiáltásakor az EPLF vezetője, Isaias Afewerki lett Eritrea ideiglenes államfője és az Eritreai Népfelszabadítási Front (későbbiekben Demokrácia és Igazság Népfrontja) alakított kormányt.
Szembesülve a korlátozott gazdasági erőforrásokkal és a több évtizedes háború következményeivel, a kormány helyreállítási és honvédelmi programot hirdetett. Férfiakból és nőkből munkahadsereg alakult. Kombinálta a katonai szolgálatot az újjáépítéssel, a mezőgazdasági munka tanításával növelte az ország élelmiszer-ellátásának biztonságát.
A kormány, figyelemmel az ország gazdasági helyzetére és életszínvonalára, 2%-os jövedelemadót vezetett be, miközben Eritrea minden polgárának megadta a teljes gazdasági jogot (földtulajdonlás és vállalkozás szabadsága), támogatta bárhol élő eritreaiak és külföldiek beruházását az idegenforgalomba vagy más üzletekbe.
Szomszédaival komplikált viszonyban volt Eritrea. 1994-ben megszakította a diplomáciai kapcsolatokat Szudánnal arra hivatkozva, hogy az iszlám terrorista csoportokat támogat Eritrea destabilizálásának céljával. Mindkét ország a másikat vádolta lázadó vagy "terrorista" csoportok támogatásával, külföldi támogatást keresett a másik destabilizálásához. A diplomáciai kapcsolatokat tíz év után 2005-ben állították helyre.
1995-ben Eritrea rövid háborúba bonyolódott Jemennel egy tengeri határvita miatt, amit a Hágai Nemzetközi Bíróság döntése 1998-ban oldott meg. Azután a két állam kapcsolata normalizálódott.
A független Eritreára a legsúlyosabb hatással az Etiópiával újjáéledt ellenségeskedés volt. 1998-ban határháború tört ki Badme város hovatartozása ürügyén. 
A háború 2000-ben Algírban egyezmény aláírásával ért véget, amely független, ENSZ ellenőrizte határkijelölő bizottság kiküldését írta elő a két ország közötti határ világos megállapítására és megjelölésére. Ennek megtörténtéig a vitatott határszakasz mentén eritreai területen 25 km széles demilitarizált ütköző övezetet jelöltek ki, amelyet az Egyesült Nemzetek békefenntartói ellenőriznek. Etiópia visszavonult az 1998 májusi megindulási állásaiba Badme környékén. A határkijelölő bizottság munkájának végeztével a békefenntartók megbízatása is megszűnik az egyezmény szerint. Ez a bizottság 2002 áprilisában Eritreának juttatta Badmét. Ezt Etiópia elutasította, így a békefenntartók megbízását meghosszabbították, folytatódik a feszültség a két ország között, de nem szakadtak meg köztük a diplomáciai kapcsolatok.
Dzsibutival a diplomáciai kapcsolat 1998-ban az etióp határháború idején rövid időre megszakadt, mert Dzsibuti bensőséges viszonyban volt Etiópiával a háború alatt. 2000-ben a diplomáciai kapcsolat helyreállt, de Eritrea továbbra is vitatja Dzsibuti háború alatti szerepét. 2008-ban a viszony újból elmérgesedett egy határvita miatt és a kapcsolatok 2018-ig nem normalizálódtak a két ország között.
2018 júliusában békét kötött Etiópiával. 2021-től Eritrea egykori ellenségét Etiópiát kezdte támogatni a tigréi háborúban, az ottani szeparatista felkelőkkel szemben.

## Államszervezet és közigazgatás

### Alkotmány, államforma
Mivel még nem fogadták el a végleges alkotmányt, az állam berendezkedése átmeneti jellegű. Államforma: átmeneti kormányzat, elnöki köztársaság. Semmilyen külföldi államformának sem felel meg. A legtöbb afrikai országhoz hasonlóan egypárti autoriter állam. Többször is ígértek szabad választásokat, de bizonytalan időre mindig elhalasztották. Szintén mindig csak ígérik, hogy az elnököt majd közvetlenül fogják választani. A Freedom House szerint: „Eritrea is not an electoral democracy.“ azaz: Eritrea nem választási köztársaság. A demokratikus intézményrendszer ellenére diktatúra van.
Sajtószabadság nem létezik, az ellenzéki sajtót 2001-ben elhallgattatták, a magánsajtó működését betiltották. A rendszer kritikusait ítélet nélkül tartják fogva. Az utolsó külföldi újságírót (BBC) 2004-ben küldték haza. Az ellenzéki fiatalokat katonai szolgálatuk letöltése után sem szerelik le.
Habár a kormány zéró toleranciát hirdet a korrupcióval szemben, nem tud vele megküzdeni. Vallási téren 2002 májusában csak keresztény és iszlám hitvallást, ortodox és protestáns lutheránus felekezeteket ismer el. Aki más vallást gyakorol, arról az egyházának jelentenie kell, és könnyen börtönben találhatja magát. Az Amnesty International szerint a tiltott egyházak tagjait gyakran teherkonténerekben tartják fogva a forróságban, ahol állandó fulladásveszélynek vannak kitéve.

### Törvényhozás, végrehajtás, igazságszolgáltatás
Az ország elnöke egyben a miniszterelnök is. A népi gyűlés választja. A kormány 16 miniszterből áll. A tartományok vezetőivel kiegészítve alkotják az államtanácsot. Az állampolgároknak 18 éves koruktól kezdve van szavazójoguk.
A népi gyűlés egy kamarás, 150 fős. Mindegyikük a PFDJ tagja.
Az igazságszolgáltatás négy szintű. A legfelső szint a Legfelső Bíróság, aztán a tartományi, a megyei és a községi bíróságok. A muszlimokat a saría is kötelezi, ezt a családjogban alkalmazzák. Hadbíróságok is vannak. A jog az 1957-es etiópiai jogrendszeren alapul, némi későbbi változásokkal, például a szokásjog bevezetésével.

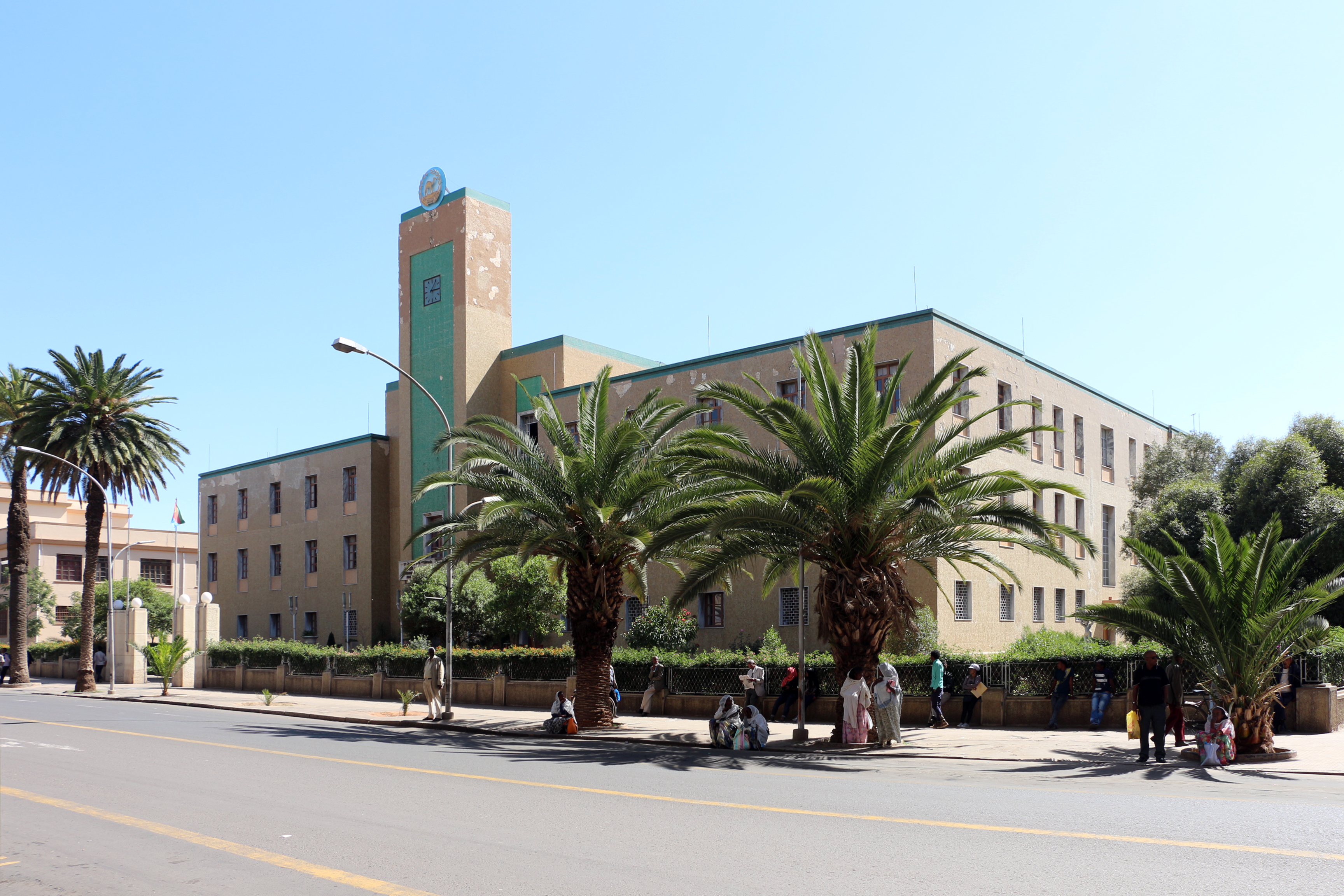
Közigazgatási kormányépület a fővárosban

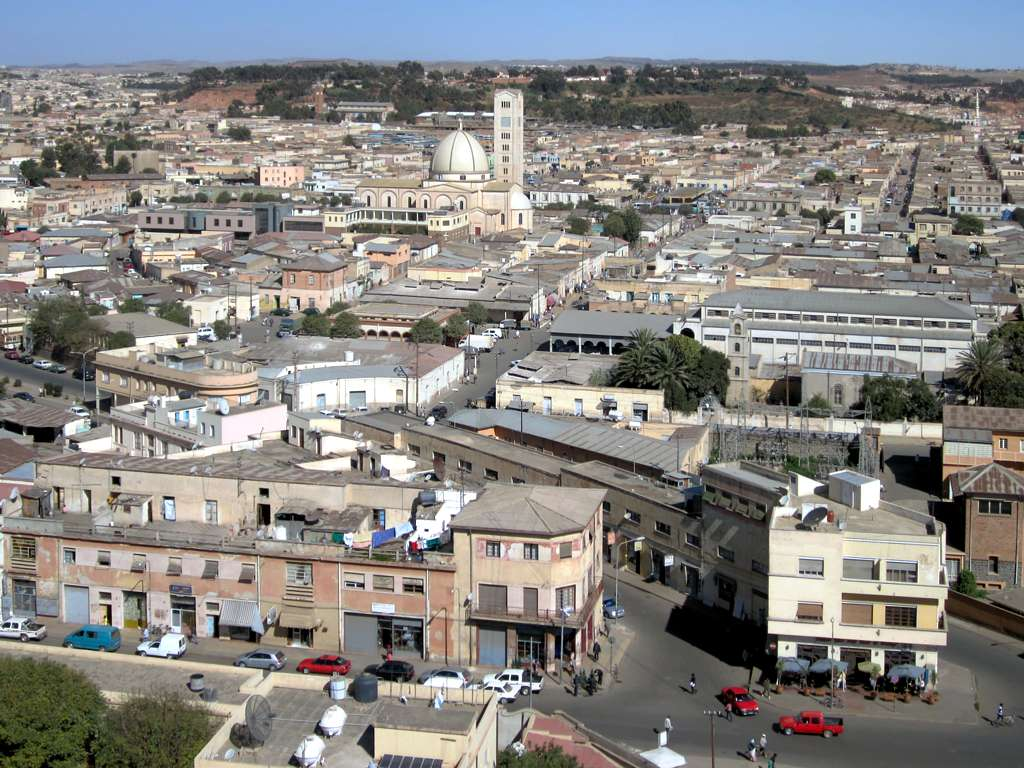
A főváros, Aszmara egy része

### Politikai pártok
Az országban a People's Front for Democracy and Justice (PFDJ) nevű párt dominál.
Az ellenzéket a kormány üldözi, elnyomja. Nincs sok beleszólása a politikába.
- Eritreai Felszabadítási Front, vezeti Woldeyesus Ammar
- Eritreai Nemzeti Szövetség, vezeti Hiruy Tedla
- Eritreai Nép Mozgalom, vezeti Abdellah Adem
- Eritreai Demokrata Párt, vezeti von Mesfin Hagos
- Eritreai Felszabadítási Front – Nemzeti Tanács, vezeti Ahmed Nasser.

### Közigazgatási beosztás
Az 1996-ban kialakított rendszer szerint Eritreában 6 tartomány van:
| Eritrea tartományai |    | Tartomány neve                               | Székhelye |
| Eritrea tartományai | 1. | Maekel (Központi)                            | Aszmara   |
| Eritrea tartományai | 2. | Debub (Déli)                                 | Mendefera |
| Eritrea tartományai | 3. | Gash-Barka                                   | Barentu   |
| Eritrea tartományai | 4. | Anseba                                       | Keren     |
| Eritrea tartományai | 5. | Semienawi Kayih Bahri (Északi Vörös-tengeri) | Massawa   |
| Eritrea tartományai | 6. | Debubawi Kayih Bahri (Déli Vörös-tengeri)    | Assab     |

### Külpolitika
Eritrea az ACP-országok tagja, ami 77 országot foglal magába. Többségük afrikai, de ide tartozik néhány szigetország a Csendes-óceán szigeteiből, és a Karib-szigetek is. Szövetségi kereskedelmi kapcsolatban állnak az Európai Unióval.

### Védelmi rendszer
A hosszas háborúk miatt a hadseregnek nagy a szerepe az ország életében.
A függetlenségi háború idején Eritrea hadserege 110 ezer főből állt. A függetlenség elnyerése után a kormány csökkentette a hadsereg létszámát, 1998-ban 47 ezer férfi állt fegyverben. A hadseregnek van légiereje és tengerészete is a szárazföldi csapatok mellett, de fegyverzetük szovjet gyártmányú, és nagyrészt az etiópoktól zsákmányolt fegyvereket használják. 2004-ben a hadügyi kiadások 151 millió amerikai dollárra rúgtak. Sorkatonaság van, a katonaidő 16 hónap, de ez határozatlan időre meghosszabbítható. A férfiak 18 éves koruktól 49 éves korukig hadkötelesek.

### Költségvetés
2009-ben Eritrea bevételei átszámítva 232,1 millió amerikai dollárnak feleltek meg, kiadásai 576,1 millió dollárra rúgtak. Ebből adódóan a hiány a bruttó nemzeti össztermék 20,3%-a volt.
2008-ban az államadósság 2,6 milliárd dollár volt, ami a bruttó nemzeti termék 175,2%-a volt.
Néhány adat a 2006-os költségvetés jellemzéséhez:
- Egészségügy: 3,6%[13]
- Oktatás: 2,4%[11]
- Hadügy: 6,3%[11]

## Népesség

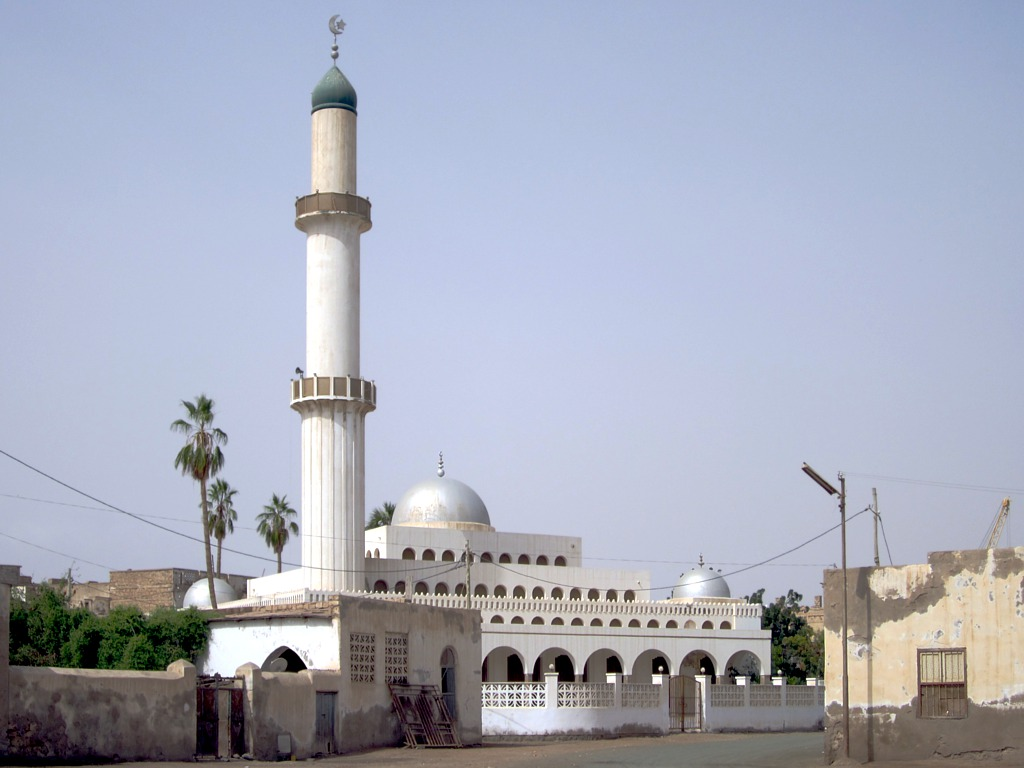
Shejk Hanafi mecset, Massawa

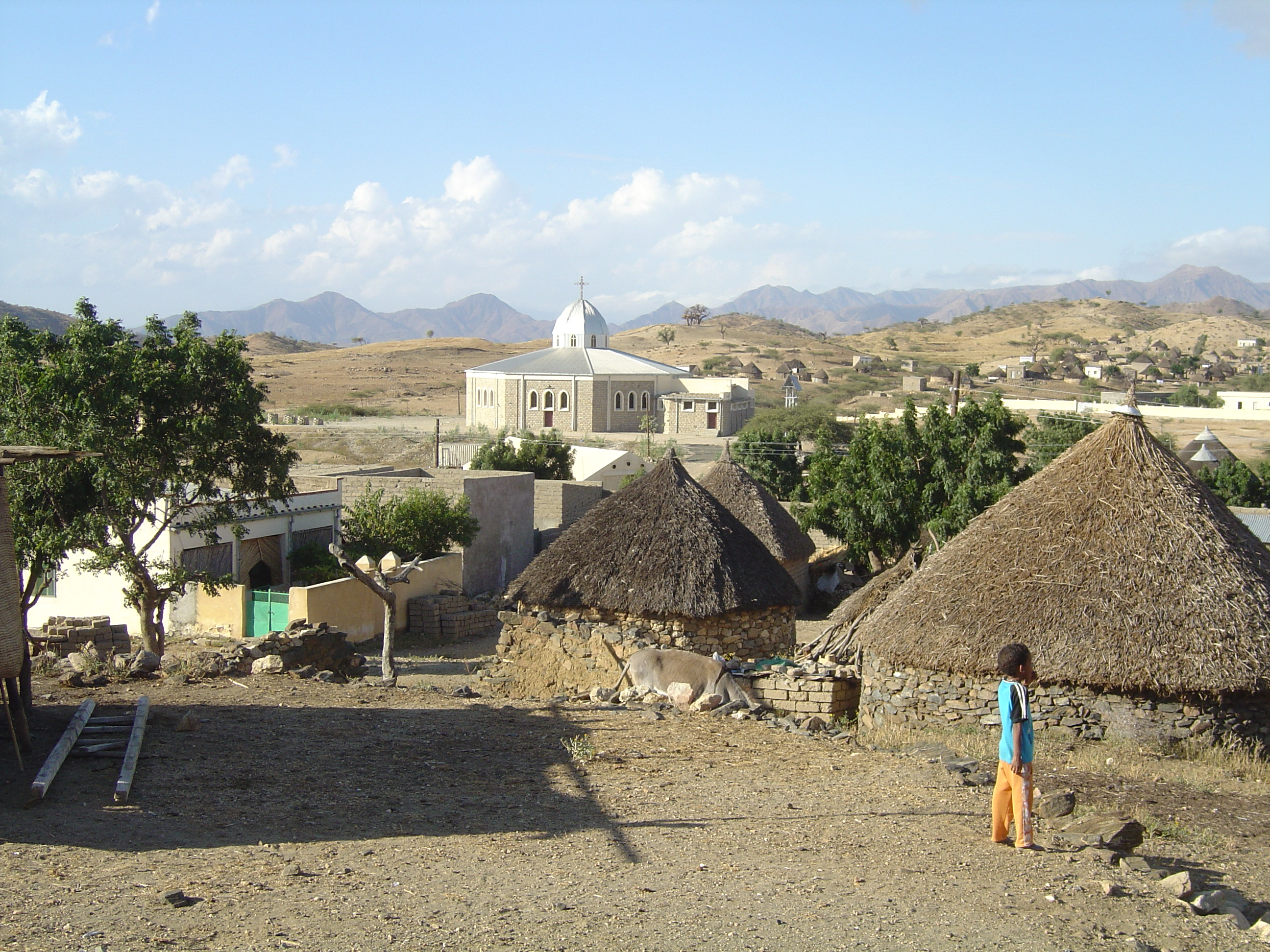
Egy falu képe kunyhókkal és egy katolikus templommal, Halib Mentel

### Általános adatok
A főváros, Aszmara lakossága 963 ezer fő (2020). Teljes népesség: 6 081 196 fő. Átlagos népsűrűség 34 fő/km². A népességnövekedési ráta: 0,93%. A 14 évesnél fiatalabbak aránya 38%. Egy családban átlagosan 5,6 gyerek van.  Várható átlagos élettartam: 66 év. Csecsemőhalandósági ráta: 43/1000 élveszületés. Írástudatlanság 23%.

### Etnikai, nyelvi, vallási megoszlás

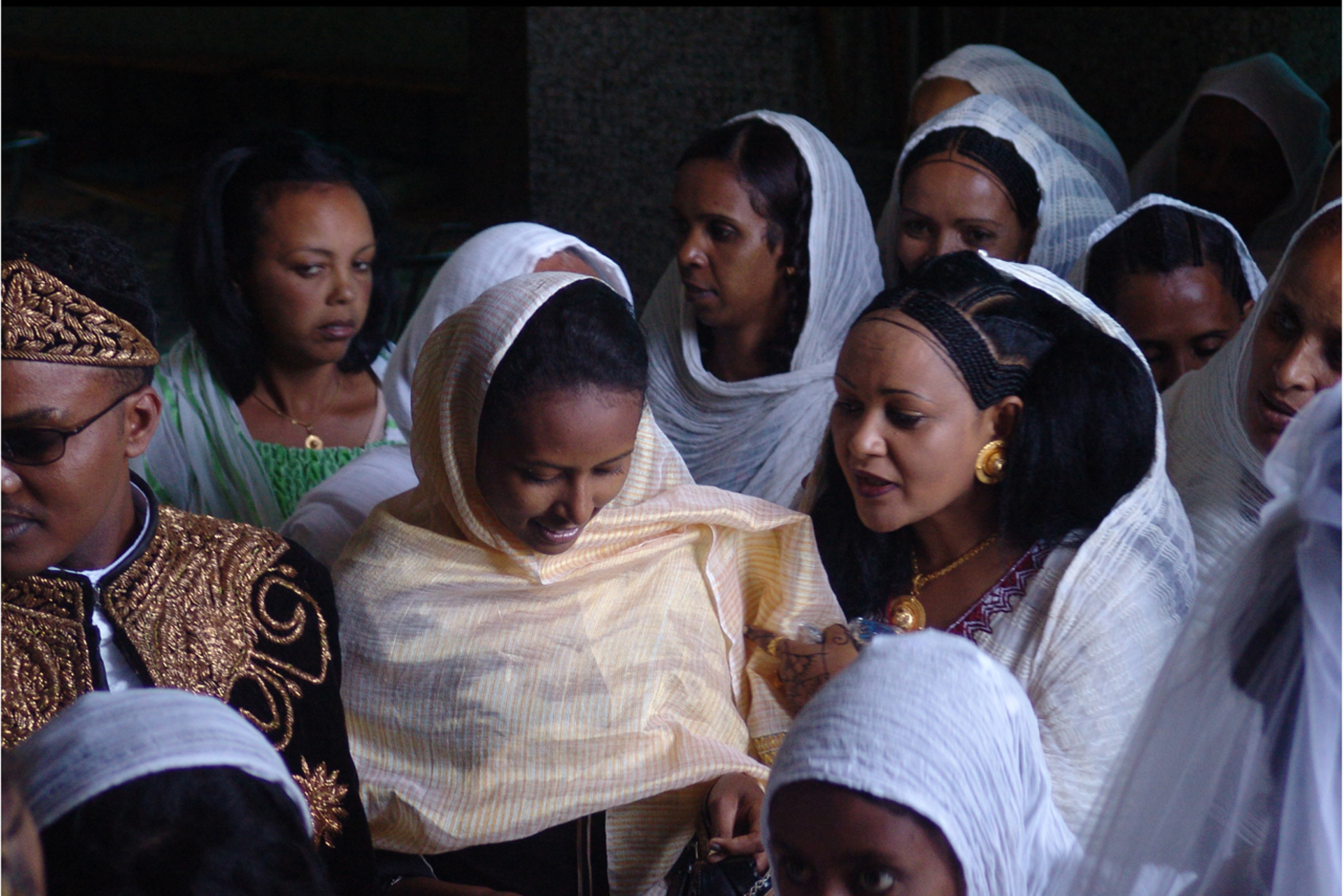
Esküvő

A népesség nagy része a fehér és a helyi népesség keveredéséből született.
- Népek: tigrinya 50%, tigre 30%, afar (danakil) 8%, szaho 3%, bedzsa 3%, kunama 2%, egyéb (bilen, hadereb, nara, rashaida, afar, nyugat-afrikai kisebb népcsoportok) 4%.
- Vallások: iszlám (szunnita): megközelítőleg 50%, eritreai monofizita keresztény: megközelítőleg 50%. Kisebb számban megtalálhatók katolikusok, protestánsok és törzsi vallások hívei is. A különböző vallások békében élnek egymás mellett. Az Association of Religion Data Archives szerint 50,15% muszlim és 47,91% keresztény van. A keresztények a felföldön, a muszlimok a mélyföldön és a tengerparton laknak.
- Nyelvek: Az ország hivatalos nyelvei a tigrinya, az arab és az angol, de beszélik még az amharát, az afart és a kunama nyelvet.

A tigrinya, tigre és az arab nyelvek a semita nyelvcsaládba tartoznak. Az országban beszélt többi nyelv az angolt kivéve besorolható a nilota és a kusita nyelvcsaládokba. Az arab ajkú lakosság nagyrészt a tengerparton és a szigeteken lakik. Az angolt nemzetközi ügyekben használják. Történelmi okokból az olasz és az amhara is használatos. Az európai származásúak (főként olaszok) eltűnőben vannak.
Tigrinya ajkú és kultúrájú népesség Etiópiában is él, ott tigraynak nevezik őket, történelmük során azonban már régóta különváltak. saját magukat habesának nevezik. A szodokák és az illitek kunamának tekintik magukat, de földrajzilag és nyelvileg is elkülönülnek.
Az információforrások hiányosak. Az eritreaiak közül 500 ezer-egy millió külföldön él. 2015-től Szomália és Nigéria mellett Eritrea számít az afrikai menekültek fő forrásának. Sok korábbi menekült időközben hazatért.

### Szociális rendszer
A törvényes tankötelezettség 7 éves kortól 13 éves korig tart, de csak a tankötelesek 39–57%-a jár rendszeresen iskolába, és csak 21% középiskolába. Az iskolák felszereltsége rossz, az átlagos osztálylétszám az általános iskolában 63, középiskolában 97. A lányok hátrányban vannak. Különösen a vidéki lakosság, leginkább a nomád népesség gyerekeinek iskoláztatása problémás. A felsőoktatást is figyelembe véve a lányok átlag 4, a fiúk átlag 6 évig járnak iskolába.
Az egészségügyi kiadások a nemzeti jövedelem 5,1%-át teszik ki. A HIV fertőzöttek közül a felnőttek száma 60 ezer, ami a lakosság 2,7%-a (2003). 2016-ban a HIV fertőzöttek száma 14 100.
A tengerparton, nyugaton és Keren környékén malária terjed. A közegészségügyi ellátás Aszmarára korlátozódik, máshol szinte elérhetetlen.
2002-ben a 15 és 49 év közötti nők 89%-ának volt megcsonkítva a nemi szerve. Több éves felvilágosító munka után a női körülmetélést 2007 március 31-én betiltották.

## Gazdaság

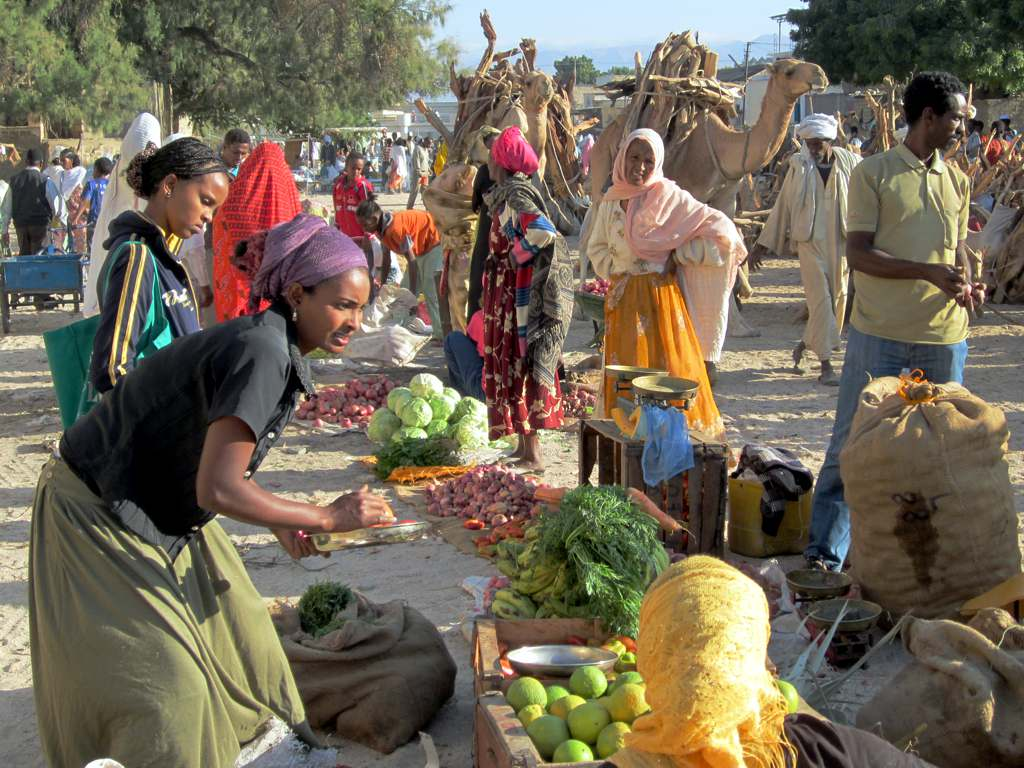
Piackép, Keren

### Általános adatok
A világ egyik legszegényebb agrárországa. Az 1998 és 2000 között Etiópiával vívott háború is sokat ártott az ország gazdasági életének. Továbbra is erősen függ Etiópiától. Fő gazdasági tevékenysége a halászat és a nomád pásztorkodás. A tengerparti területeken jelen van a gyöngyhalászat és a sólepárlás is. Kikötője, Aszeb jelentős tranzitforgalmat bonyolít le, az itt található kőolaj-finomító termékeit Etiópia vásárolja. Másik jelentős tengeri kikötője Maszava (Massaua).
2004-ben az egy főre jutó bruttó nemzeti össztermék 900 dollár; a teljes bruttó nemzeti össztermék 4 154 000 dollár volt. Az előző évhez képest a növekedés 2,5%. A lakosság 50%-a a szegénységi küszöb alatt élt. A munkanélküliség mértéke ismeretlen. 2000-ben az államadósság 311 millió dollár volt.
Az elektromos áramot víz- és szélerőművek termelik. Ebből az ország önellátó. Az áram csak az otthonok 20%-ába jut el. Az otthonokban főként fát és kőolajat égetnek.

### Gazdasági ágazatok

#### Mezőgazdaság
A mezőgazdaság foglalkoztatja a lakosság 80%-át, de csak 12,4%-kal járul hozzá a bruttó nemzeti össztermékhez. A földművelésre alkalmas terület mindössze 12%. A terület 48%-a legelő. Főbb termények: cirok, 
lencse, zöldségfélék, kukorica, gyapot, dohány, szizál Gyakoribb állatok: szarvasmarha, juh, teve. Jelentős a halászat. A Dahlaka-szigetek partján gyöngyöt gyűjtenek.
Mindezek ellenére az ország behozatalra szorul élelmiszerből. Ennek oka a szárazság mellett az is, hogy a diktatúra annyi élelmiszert gyűjtött be, hogy éhínség tört ki. A munkaerő is hiányzott, mivel a háborúk miatt 300 ezer embert soroztak be.

#### Ipar
Főbb ágak: élelmiszer-feldolgozás, ruházati- és textilipar, könnyűipar, vegyipar, cementgyártás, alkatrészek, és bútorok gyártása. Főként a mezőgazdaság által szolgáltatott alapanyagokat dolgozzák fel. A nemzeti össztermék 25,9%-át teszi ki. Ugyanebben az évben az infláció közepes mértéke 10%. Dekemhare városában buszokat, takarító- és szemétgyűjtő gépeket gyártanak.
Az ország bővelkedik bányakincsekben, mint réz, ezüst, arany, nikkel, cink, vas, kén, márvány, kalcium-karbonát és só. Ezeket exportálja is.

#### Külkereskedelem
- Exporttermékek: arany és más bányászati termékek, élőállat, cirok, textília, élelmiszer, kézműves termékek.
- Importtermékek: gépek, műszaki berendezések és alkatrészek, kőolajtermékek, élelmiszer, iparcikkek.

Fő partnerek 2017-ben:
- Export: Kína 62%, Dél-Korea 28.3%
- Import: Egyesült Arab Emírségek 14.5%, Kína 13.2%, Szaúd-Arábia 13.2%, Olaszország 12.9%

#### Az országra jellemző egyéb ágazatok
A szolgáltatások között az egyik legfontosabb a turizmus a Vörös-tenger partján és a Dahlaka-szigeteken. A vasút főként turisztikai célokat szolgál. Megtekinthetők a régészeti leletek és a gyarmati időszak emlékei. Fényképezkedni is lehet. A legtöbb turista az Arab-félsziget országaiból érkezik, vagy külföldön élő eritreai. Kis számú helyi és külföldi cég szervezi az utazásokat kis turistacsoportoknak. Nincsenek berendezkedve hosszú távú vendéglátásra.
Emellett jelentős a hajójavítás is. A szolgáltatások a nemzeti össztermék 61,7%-át teszi ki.

## Közlekedés

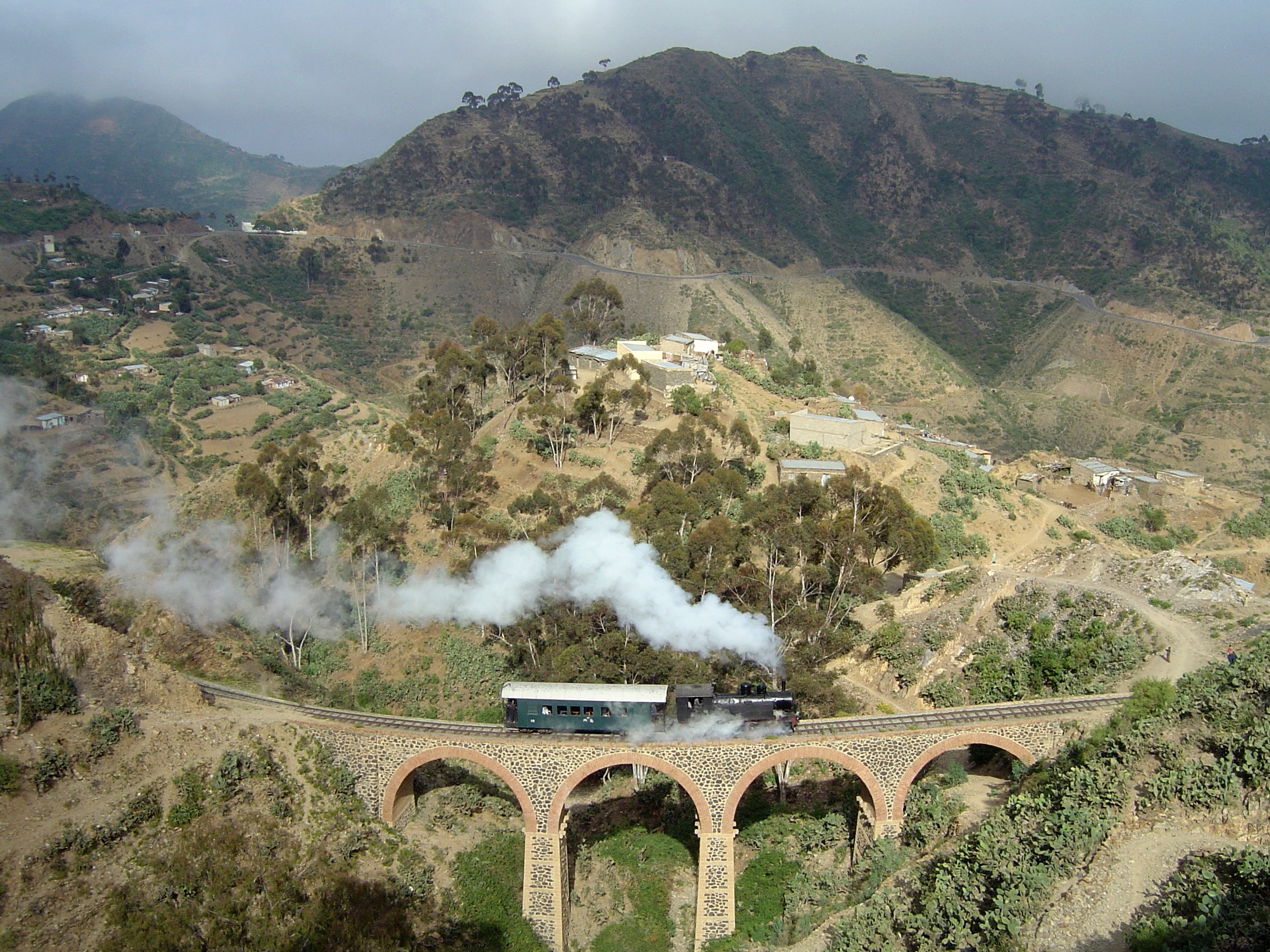
Egy vonat Arbaroba és Aszmara között

### Közút
A közutak hossza 16 000 km (2018), de csak 1600 km-t borít szilárd burkolat (2000). Főként a főváros körüli utak aszfaltozottak.
Van nyilvános autóbusz-hálózat, de a menetrend csak tájékoztató jellegű, a késések rendszeresek.

### Vasút
Az országnak egyetlen vasútvonala van, ami 306 km hosszúságú és 950 mm-es nyomtávolságú. Az olaszok építették. Eredetileg Massawától a fővároson keresztül, Agordaton át a nyugat-eritreai Bisha városkáig haladt. Aszmaráig 1887 és 1911 között épült, de 1932-ben meghosszabbították Bisháig. Nagy magassági különbségekkel küzd meg, 65 hídon és 30 alagúton halad át. 1978-ban a háború miatt leállították a közlekedést. 2002-től 2003-ig újraindították, de csak Aszmara és Massawa között. Tervezik az Agordatig terjedő szakasz újjáépítését. 2003 óta a rendes forgalom csak egyes szakaszokon üzemel. Főként turisztikai célokat szolgál.[forrás?] A vonal nincs villamosítva, gőzmozdonyokat és dízelmozdonyokat használnak.

### Vízi közlekedés
A vízi közlekedés a tengerre korlátozódik, mivel a folyók hajózhatatlanok. Két nagy kikötő van, Massawa és Asseb. Tioban egy kisebb kikötő épül. Eritreának hat teherhajója van, 16.069 tonnás összkapacitással, még egyet külföldön regisztrált (2005). Massawa és Dzsido (Szaúd-Arábia) között komp üzemel, heti egy alkalommal.

### Légi közlekedés
Eritreának 13 légikikötője van, amik közül csak négy, ami szilárd burkolattal rendelkezik. A fővárosi és a massawai repülőtér nemzetközi. Emellett Sawa, Tessenai és Assab belföldi járatokat indít és fogad. Nakfa és Barentu kifutópályái csak ritkán üzemelnek. Az ország saját légitársasága az Eritrean Airlines, de a Lufthansa, Saudi Arabian Airlines, Egypt Air, Yemenia és British Airways is repül ide. A belföldi légiközlekedést a Red Sea Air szervezi.

## Média
Vezetékes telefonhálózat a nagyobb városokban van, de a legtöbb telefon a fővárosban üzemel. 2003-ban a vonalak száma 38 100 volt. Kevés lakás van telefonnal ellátva. Nemzetközi hívás csak a fővárosból kezdeményezhető. 2004-től terjednek a mobiltelefonok is, használóik száma gyorsan nő.
Az országban egy tévéadó (Eri TV) és két rádióadó (Dimtsi Hafash, Radio Zara) üzemel, de mindegyik állami ellenőrzés alatt áll. Eritrea az egyetlen afrikai ország, ahol nincsenek magánkézben nyilvános adók.
Az internet lassan terjed, 2003-ban 9500 felhasználó volt. Internetkapcsolatot négy szolgáltató ad, a kapcsolat sebessége 128 Kbps. A nagyobb városokban vannak internetkávézók, de 2004 óta csak állami ellenőrzés alatt működhetnek. A kormány korlátozza a hozzáférést a független információforrásokhoz.

### Egyéb telekommunikációa adatok
| Hívójel prefix | E3 |
| ITU zóna       | 48 |
| CQ zóna        | 37 |

## Kultúra

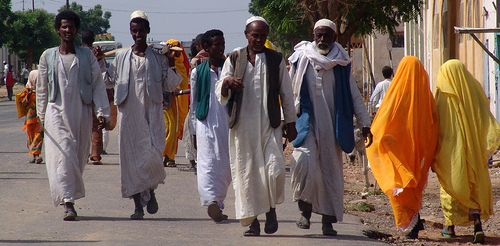
Emberek Agordat városában

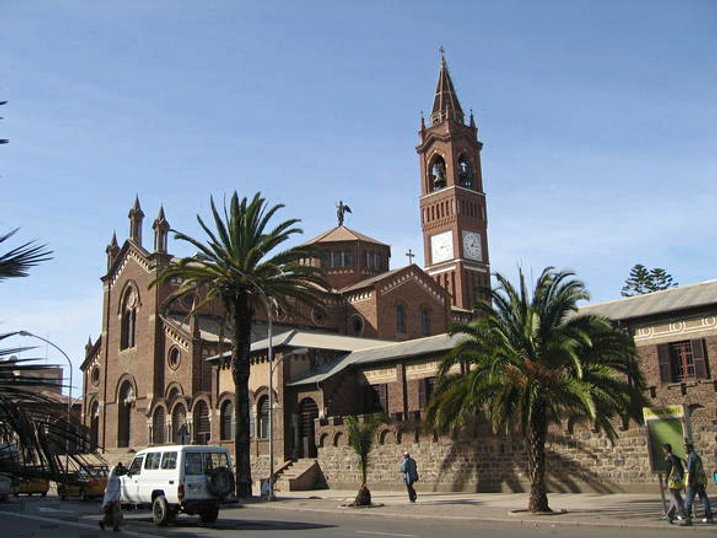
1922-ben, a területet megszálló olaszok által épített Szent József-székesegyház Aszmarában

### Hagyományok, szokások
- Női nemi szervek megcsonkítása

Fekete-Afrika szintjén és világszinten is itt az egyik legmagasabb a szabadban való ürítés aránya. A 2010-es évek végén az emberek több mint 40%-a a szabadban végzi el kis és nagy dolgait.

### Szokások, illemtan
A férfiak jobbkézfogással üdvözlik egymást, a Selam (békesség) szó kíséretében. A kézfogás hosszas és erőteljes lehet. A jóbarátok és családtagok megölelhetik vagy megérinthetik egymás jobb vállát.
A nők esetében ugyancsak a Selam-mal kísért jobbkézfogás történik, barátok és családtagok esetében ölelés, amelyet apróbb puszi is kiegészíthet.
Ha egy idegen férfi és nő először találkozik, akkor a köszöntés formája egy elismerő bólintás. A későbbiekben, ha már megerősödött az ismertség lehet a férfi és nő között is kézfogás. Rokon vagy barát nő és férfi puszit is adhat egymásnak.
A katonatársak, főleg a háborús veteránok, a jobb kéz megragadásával, majd annak a jobb vállal történő egyszeres vagy háromszoros összeütéssel üdvözlik egymást.
Az eritreai emberek többnyire barátságosak és nyitottak, különösen ismerőseik felé. Az ismerkedésekor sokat kérdezik az illetőt családjáról, munkájáról, származási helyéről, így illik azokról kicsit részletesen beszámolni. A kezdeti ismeretség alatt tanácsos kerülni az olyan témákat, mint a vallás vagy a háború. Ha elmélyült már az ismertség/barátság, akkor az eritreai emberek is idővel könnyen megnyílnak.
A beszélgetések során a személyes tér általában karnyújtásnyi távolság, amely férfiak és nők között kisebb is lehet. A férfiak gyakran egymás kezét fogva járnak és társalognak (ez a szokás egykoron Európában sem volt ismeretlen a régi időkben).
Az eritreaiak nem néznek egymás szemébe az első találkozáskor, ez csak barátokra és családtagokra jellemző. A túlzott szemkontaktus a tiszteletlenség jele is lehet, azonban a félre- vagy lefelé nézéssel tiszteletünket, esetleg csodálatunkat fejezhetjük ki.
A vidéki területeken általában nem használnak órát, ezért a pontosságot nem veszik szigorúan Eritreában.
A nők szerepe sokat változott a függetlenségi háború óta, ezért több lehetőségük van Eritreában, bár még mindig elvárt részükről a háztartás vezetése és a gyereknevelés. Éjszaka a nők nem tartózkodhatnak kint, mivel ez az eritreai felfogás szerint rossz fényt vet rájuk (ugyanúgy, ha az illető nő külföldi). Csak az italkimérésekben vagy hotelekben dolgozó nőknek illetve a prostituáltaknak szabad mindezt megtenni.
Az igen kifejezése Eritreában gyakran nem szóval vagy biccentéssel, hanem a szemöldök felhúzásával történik.
Tabunak számít a cipőviselés vagy a mezítláb történő járás emlegetése és lehetőleg ne érintsünk meg semmit a lábunkkal, főleg muszlim közegben ne.

### Gasztronómia
A tengerparti városokban jól érezhető a délolasz hatás, különösen jellemző ez a gasztronómiára. Itt a mindennapi étkezésben fontos szerep jut az olasz tésztaféléknek.[forrás?]
A hagyományos eritreai konyha nagyon sokban hasonlít szomszédjaihoz, főleg az etióp konyhához, ugyanakkor nagyon sok egyedi jellemzője is van. Az etióp ételekkel ellentétben az eritreai fogások textúrája könnyedebb, mert nem használnak annyi fűszert, fűszerezett vajat, mint az etiópok. Sokkal jellemzőbb hozzávaló a paradicsom. A leggyakoribb fűszer a curry és a többféle fajta kömény.
A leggyakoribb étel a tszebi nevű pörkölt, amit indzserával esznek (ez a kenyérfajta, mely készülhet búzából, esetleg teffből, de akár cirokmagból is). A tszebit főzhetik kecske-, marha- vagy bárányhúsból, vagy akár halból is. Ezt az ételt sokszor egyetlen nagy tálból, közösen fogyasztják el az emberek.[forrás?]
A tengerparti ételek a legsajátosabbak, itt ugyanis jóval gyakoribbak a halak és más tengergyümölcsök.[forrás?]
A muszlim eritreaiak tartózkodnak az alkoholtól. A keresztényeknél elterjedt enyhén szeszes, keserű ízű ital a sowa, ami erjesztett árpából készül és leginkább a sörre emlékeztet. A másik a borhoz hasonló miét, amely mézzel van ízesítve. A kávé mindkét felekezetnél elterjedt és népszerű ital. Elsősorban a fővárosban szolgálnak fel olasz eredetű cappuccinót és eszpresszót.[forrás?]

## Turizmus
Javasolt oltások Eritrea-ba utazóknak:
- Hastífusz
- Hepatitis A (magas a fertőzésveszély)
- Hepatitis B (magas a fertőzésveszély)
- Járványos agyhártyagyulladás

Malária ellen gyógyszer van. (Nagy a kockázata a fertőzésnek).
Javasolt oltás bizonyos területekre utazóknak:
- Veszettség

Kötelező oltás, ha fertőzött országból érkezik/országon át utazik valaki:
- Sárgaláz

## Az emberi jogi helyzet Eritreában
A Human Rights Watch szerint Eritrea az emberi jogok betartása és tisztelete tekintetében a legrosszabb helyen áll, ami szinte már-már egyedülállónak mondható. Eritrea elzártságára jellemző, hogy a diktatúra nem engedi hazai és nemzetközi jogvédő szervezetek működését az ország területén. Az emberi jogok eritreai helyzete a legnagyobb mértékben az Etiópiával 1998-ban kirobbant háború óta romlott. Különösen sérül a sajtó- és szólásszabadság. Az ország egy-párti állam, a választásokat gyakran elhalasztják, az igazságszolgáltatás gyenge, az egyéni szabadságot védő rendelkezések ritkán érvényesülnek.
Az alkoholfogyasztás és vásárlás megszabott korhatára 18 év, de ezt nem mindig tartják be és ritkán érvényesítik a törvényt.
A nyugati országokban és az Egyesült Államokban gyakorta vádolják az eritreai kormányt önkényes letartóztatásokkal, vádemelés nélküli fogva tartásokkal, emberek eltüntetésével (az érintettek számáról nincs pontos adat). Ezenkívül általános az erőszakos katonai sorozás, amely nőket és férfiakat egyaránt érint, szolgálatuk pedig sokszor határozatlan idejű és sokakat (köztük gyerekeket) alkalmaznak kényszermunkára.
A homoszexualitás tiltott Eritreában és súlyos szabadságvesztéssel büntetik.
Bár a vallási konfliktusok nem jellemzők az országra, az állam ennek ellenére elnyom bizonyos vallási kisebbségeket, megsértve ezzel a vallásszabadságot. Szisztematikusan üldözik Jehova Tanúit és az evangéliumi gyülekezeteket, míg templomaikat és imaházaikat pedig bezárták. Előbbi csoport esetében már 1993-ban megtagadták az összes alapvető jogot. A jehovisták nem vehetnek igénybe kormányzati szolgáltatást, nem lehet személyi igazolványuk, ennél fogva ki vannak zárva a politikai és társadalmi életből is, mint amilyen például a banki ügyintézés.
2002-ig az országban még hivatalosan szabad vallásgyakorlás létezett, azóta jogai már csak olyan felekezeteknek vannak, akik az eritreai vallásügyi minisztérium által államilag is bejegyzettek, mint az eritreai ortodox egyház, a római katolikus egyház és az evangélikus egyház, továbbá a szunnita iszlám felekezet. Minden más keresztény és muszlim felekezetet (utóbbi tekintetében főleg a síitákat) üldöznek, istentiszteleteik be vannak tiltva, a korábbi vallási épületeket az állam lefoglalta.
Jóllehet az evangélikusok bejegyzett felekezetnek számítanak, mégis gyakorta zaklatják őket a hatóságok. 2003-ban például tömeges letartóztatások folytak evangélikusok ellen Eritrea szerte. A fogvatartott személyeket aztán kínzással és rossz bánásmóddal vették rá olyan dokumentum aláírására, amelyben kötelezték magukat, hogy nem vesznek részt evangélikus vallási szertartásokon és beleegyeznek abba, hogy áttérnek az eritreai ortodox keresztény vallásra. Eritreában nem ritka, sőt igen gyakori, hogy a vallási alapon fogvatartott személyeket megkínozzák. Az evangélikusok elleni fellépés szakértők szerint összefügg azzal a kormányzati lépéssel, amely olyan fiatalokra akar lecsapni, akik a katonai szolgálatot igyekeznek elkerülni.
A vallásüldözés és a határozatlan idejű sorkatonai szolgálat vezetett oda, hogy eddig már több ezer ember menekült el az országból és kért menedéket Etiópiában, Szudánban, Izraelben, valamint európai és más nyugati országokban.
A politikai ellenzék mellett az újságírók is a rezsim elsődleges célpontjai. 2001-ben tizenhárom újságírót vetettek börtönbe disszidens eritreai politikusok állítólagos támogatása miatt. Közülük az egyik újságíró, Fesshaye Yohannes 2007-ben meghalt a börtönben. Az újságírók mellett több száz politikust és katonát is bebörtönöztek.
Az eritreai politikusok között széleskörben elterjedt még a nemi erőszak, szexrabszolgaság és egyéb szexuális visszaélések alkalmazása másokkal szemben.
Az eritreai kormány minden ilyen vádat visszautasít. A külügyminisztérium szerint a jelentések egyoldalúak és inkább támadásnak tekinthetők nemcsak Eritrea, de valamennyi fejlődő afrikai ország ellen.
Az eritreai diktatúrának az eritreai diaszpórában sok támogatója van, mivel egy 2015-ben kelt jelentés ellen, amelyet az ENSZ emberjogi tanácsa adott közre, 230 ezer külföldön élő eritreai petícióban tiltakozott, 45 ezer eritreai ellene tanúskodott és mintegy 10 ezer eritreai tüntetett ellene Genfben.
Az 1998-ban kirobbant etióp-eritreai háborúban az aszmarai kormány súlyos visszaéléseket (deportálás, vagyon elleni bűncselekmények) követett el mind etióp, mind eritreai állampolgárok, összesen 77 ezer fő ellen.
Körülbelül 10 és 25 ezer fő között van az olyan, 12. életévüket betöltött középiskolás diákok száma, akiket az állam kényszermunkára fog. A módszert már a függetlenség elnyerése óta használják azon címen, miszerint erősítik a nemzeti büszkeséget, fegyelmezik a lakosságot és felkészítik őket bármilyen Eritreát érő támadásra. A sorozást és a kényszermunkát az oktatási rendszerben is használják, ahol a visszaélések folyamatosak, mialatt a munkára fogottak elégtelenül vannak fizetve.
Az emberjogi helyzet Eritreában 2022-ben, a tigréi háború kirobbanását követően még tovább romlott. Az újabb ENSZ jelentés azt is kiemelte, hogy etióp oldalon ottani menekülttáborokban élő eritreaiakat elrabolnak, majd pedig arra kényszerítik őket, hogy az etióp hadsereg szolgálatában harcoljanak a tigrinya felkelők ellen.
Az eritreai kormány a valódi reformok bevezetésétől elzárkózik vagy elodázza azokat. Helyettük többnyire látszatintézkedéseket tesz, mint amilyen a térségben jellemző rituális női körülmetélés betiltása volt 2007-ben.

## Sport
Eritreának eddig csak egyetlen érmet (bronz) sikerült szereznie az olimpiák során. A 2004-es athéni olimpián Zersenay Tadese férfi 10 km-es síkfutásban harmadik lett.
- Bővebben: Eritrea az olimpiai játékokon

Az eritreai labdarúgó-válogatott eddig még nem jutott ki világversenyre.
- Bővebben: Eritreai labdarúgó-válogatott

A fő sport a kerékpározás, amit az olaszok hoztak a területre. 1946 óta rendezik meg a Tour of Eritreát (olaszul: Giro d’Eritrea). Minden hétvégén utcai futamokat tartanak. Nemzetközileg ismert kerékpározók Daniel Teklehaimanot, Natnael Berhane és Merhawi Kudus. 2015-ben Teklehaimanot és Kudus első alkalommal képviselték Eritreát a Tour de France-on. Teklehaimanot több napig viselte a hegyi szakaszok győztesének járó pöttyös trikót, amit Aszmara utcáin autókorzóval ünnepeltek.
Zersenay Tadese szintén kísérletezett utcai kerékpározással, mielőtt a hosszú távú futásra váltott volna. Többszörös világbajnok, és ő tartja a félmaraton rekordját. Ghirmay Ghebreslassie a történelem legfiatalabb maratoni világbajnoka. 19 évesen nyerte a pekingi világbajnokság maratonját.

## Ünnepek
Május 24. – Nemzeti ünnep – a függetlenség napja 1993

## Fordítás
- Ez a szócikk részben vagy egészben  az   Eritreo című eszperantó Wikipédia-szócikk fordításán alapul.  Az eredeti cikk szerkesztőit annak laptörténete sorolja fel. Ez a jelzés csupán a megfogalmazás eredetét és a szerzői jogokat jelzi, nem szolgál a cikkben szereplő információk forrásmegjelöléseként.
- Ez a szócikk részben vagy egészben  az   Eritrea című német Wikipédia-szócikk fordításán alapul.  Az eredeti cikk szerkesztőit annak laptörténete sorolja fel. Ez a jelzés csupán a megfogalmazás eredetét és a szerzői jogokat jelzi, nem szolgál a cikkben szereplő információk forrásmegjelöléseként.